# Scales: Mermaids Are Real
Scales: Mermaids Are Real è un film del 2017 diretto da Kevan Peterson.

## Trama
Alla vigilia del suo dodicesimo compleanno, Siren Phillips scopre di non essere una ragazza come le altre e che è destinata a trasformarsi in una sirena all'età di dodici anni. Mentre cerca di affrontare il destino che l'aspetta, si ritrova anche a dover lottare contro un gruppo di cacciatori intenzionati a catturarla.

## Riconoscimenti
- 2017 - Newport Beach Film Festival
  - Audience Award